# Experimental Cell Research
Ne doit pas être confondu avec Cell Research.
Experimental Cell Research est une revue scientifique mensuel à comité de lecture, fondée en 1950 et spécialisée en biologie dans le domaine de la biologie cellulaire, de la biologie moléculaire, et de la cytologie. Elle est publiée en anglais par la société d'éditions Academic Press.

## Historique
En 2014, d'après le Journal Citation Reports, son facteur d'impact est de 3,246.